# 기우성 (축구인)
기우성(奇雨聖, 1978년 6월 17일 ~ )은 대한민국의 전 축구 선수이자, 현 축구 지도자이다.